# Alouette à queue rousse
Pinarocorys erythropygia
Espèce
Répartition géographique
- Présence permanente
- Zones de nidification, en été
- Zones d'hivernage

Statut de conservation UICN

 LC  : Préoccupation mineure
L'Alouette à queue rousse (Pinarocorys erythropygia) est une espèce d'oiseaux de la famille des Alaudidae.

## Taxonomie
À l'origine, l'Alouette à queue rousse était classée dans le genre Alauda. Plus tard, certains ornithologistes l'ont considéré comme une espèce appartenant aux genres Certhilauda et Mirafra.

## Description
Cette alouette est un petit oiseau au plumage brun, largement tacheté couleur amande. Le ventre est pâle et la poitrine est pâle et brune par endroits. Ses yeux sont bruns. La femelle a des ailes légèrement plus rousses que le mâle, il s'agit du seul dimorphisme sexuel de l'espèce.

## Habitat et répartition
On retrouve cette alouette de l'Afrique de l'Ouest à l'Afrique centrale. Son habitat naturel est la savane sèche. C'est une espèce migratrice. Elle hiverne dans une bande étroite légèrement plus au nord que la bande étroite dans laquelle elle passe l'été.

## Comportement
L'Alouette à queue rousse se reproduit entre les mois d'octobre et d'avril. Les individus de cette espèce se nourrissent essentiellement d'insectes et de graines. La chasse se fait en couple ou par petits groupes en marchant au sol. On peut retrouver plusieurs centaines d'Alouettes à queue rousse rassemblées dans les zones récemment brûlées.